# Quellenwerke zur alten Geschichte Amerikas
Die Quellenwerke zur alten Geschichte Amerikas, mit vollständigem Titel Quellenwerke zur alten Geschichte Amerikas, aufgezeichnet in den Sprachen der Eingeborenen, sind eine vom Ibero-Amerikanischen Institut (bzw. der Ibero-Amerikanischen Bibliothek), Stiftung Preußischer Kulturbesitz, in Berlin unter der Schriftleitung von Gerdt Kutscher in 13 Bänden von 1944 bis 1981 herausgegebene Sammlung von Quellenwerken zur Geschichte der indigenen Völker in Südamerika, Lateinamerika, Mexiko: Azteken, Colhuan, Quiché-Indianer von Guatemala, Nahua usw. Die Werke sind in den verschiedenen Originalsprachen abgedruckt und mit einer deutschen Übersetzung versehen.
An ihrem Zustandekommen waren namhafte deutsche Altamerikanisten beteiligt: Walter Lehmann, Leonhard Schultze, Hermann Trimborn, Antje Kelm, Konrad Theodor Preuss, Elsa Ziehm, Luis Reyes Garcia, Dieter Christensen und Günter Vollmer.

## Bibliographische Angaben
Quellenwerke zur alten Geschichte Amerikas, aufgezeichnet in den Sprachen der Eingeborenen. Herausgegeben vom Ibero-Amerikanischen Institut (bzw. der Ibero-Amerikanischen Bibliothek), Berlin. Schriftleitung Gerdt Kutscher. 13 Bände. 
- Band I: Die Geschichte der Königreiche von Colhuacan und Mexiko. Text mit Übersetzung von Walter Lehmann. 2. um ein Register vermehrte Auflage, 1974. XIV, 571 Seiten, 2 Tabellen.
- Band II: Popol Vuh. Das Heilige Buch der Quiche-Indianer von Guatemala. Nach einer wiedergefundenen alten Handschrift neu übersetzt und erläutert von Dr. Leonhard Schultze-Jena. 1944. XX, 314 Seiten.
- Band III: Sterbende Götter und christliche Heilsbotschaft. Wechselreden indianischer Vornehmer und spanischer Glaubensapostel in Mexiko 1524. "Colloquios y doctrina christiana" des fray Bernardino de Sahagún aus dem Jahre 1524. Spanischer und mexikanischer Text mit deutscher Übersetzung von Walter Lehmann. 1949. 134 Seiten und 6 Abbildungen.
- Band IV: Wahrsagerei, Himmelskunde und Kalender der Alten Azteken. Aus dem aztekischen Urtext Bernardino de Sahagúns übersetzt und erläutert von Leonard Schultze. 1950. XIII, 400 Seiten, 4 Bildtafeln.
- Band V: Gliederung des alt-aztekischen Volks in Familie, Stand und Beruf. Aus dem aztekischen Urtext Bernardino de Sahagúns übersetzt und erläutert von Leonard Schultze. 1952. X, 338 Seiten.
- Band VI: Alt-Aztekische Gesänge. Nach einer in der Biblioteca Nacional von Mexiko aufbewahrten Handschrift übersetzt und erläutert von Leonard Schultze. 1957. 428 Seiten, 1 Bildtafel.
- Band VII: Das "Memorial breve acerca de la fundacion de la ciudad de Culhuacan" und weitere ausgewählte Teile aus den "Diferentes historias originales". Domingo de San Anton Munon Chimalpahin Quauhtlehuanitzin. Aztekischer Text mit deutscher Übersetzung von Walter Lehmann und Gerdt Kutscher. 1958. XL, 240 Seiten, 2 Bildtafeln und 2 Tabellen.
- Band VIII: Francisco de Avila. Von Hermann Trimborn und Antje Kelm. 1967. (X), 308 Seiten mit 4 Abbildungen. Digitalisat
- Band IX, X und XI: Nahua-Texte aus San Pedro Jicora in Durango. 
  - 1. Teil: Mythen und Sagen.
  - 2. Teil: Märchen und Schwänke.
  - 3. Teil: Gebete und Gesänge. Aufgezeichnet von Konrad Theodor Preuss. Aus dem Nachlass übersetzt und herausgegeben von Elsa Ziehm. 1968/1971. 330 Seiten mit 33 Abbildungen; 332 Seiten; 284 Seiten, 21 Abbildungen, 1 Farbtafel, 46 Seiten Noten. (Mit einem Kapitel über die Musik der drei von Preuss besuchten Stämme.)
- Band XII: Der Ring aus Tlalocan. Mythen und Gebete, Lieder und Erzählungen der heutigen Nahua in Veracruz und Puebla, Mexiko. Gesammelt von Luis Reyes Garcia und Dieter Christensen. Herausgegeben und ins Spanische übertragen von Luis Reyes Garcia. Mit Beiträgen von Dieter Christensen, Anneliese Mönnisch und Gisela Beutler./El Anillo de Tlalocan. Mitos, oraciones, cantos y cuentos ... 1976. 160 Seiten mit 1 Karte und 12 Abbildungen sowie 8 Tafeln und 1 Schallplatte.
- Band XIII: Geschichte der Azteken. Der Codex Aubin und verwandte Dokumente. Aztekischer Text. Übersetzt und erläutert von Walter Lehmann und Gerdt Kutscher. Abgeschlossen und eingeleitet von Günter Vollmer. 1981. XVI, 222 Seiten 140 Kunstdrucktafeln mit Abbildungen

## Ausgabe
Band I–VII: Stuttgart, Verlag von W. Kohlhammer 

Band VIII–XIII: Berlin, Gebrüder Mann Verlag 

(alle 13 zusammen 1944–1981)